# Torre dei Fifanti
La torre dei Fifanti si trova a Firenze, nell'Oltrarno; è oggi il campanile della chiesa di Santa Felicita.

## Storia e descrizione
La torre si trova in un luogo difficilmente accessibile, ma è ben visibile dal giardino di Boboli. I Fifanti erano una famiglia ghibellina esiliata nel 1258, ma tornati dopo la battaglia di Montaperti (1260), per essere poi definitivamente allontanati nel 1267. L'ultima notizia su questa famiglia risale al 1311.
La torre è stata rimaneggiata per poter adattarsi alla funzione di torre campanaria. Il rivestimento è in filaretto di pietra a vista, con alcune buche pontaie senza mensole e qualche feritoia. Sulla cella campanaria si aprono quattro coppie di monofore lunghe e strette, con copertura ad arco, due per lato. Nella parte inferiore è stata tamponata la parte più bassa con laterizio per consentire la creazione di un parapetto. In alto, sotto la copertura a bassa piramide, sono visibili alcuni rinforzi in ferro.